# Биг-Су
Биг-Су, Биг-Сиу (англ. Big Sioux River) — река на востоке штата Южная Дакота и на северо-западе штата Айова, США. Левый приток реки Миссури. Длина составляет 674 км.
Берёт начало на территории округа Робертс, в районе плата Кото-де-Прери. Течёт преимущественно в южном направлении, протекая через округа Грант, Кодингтон, Гамлин, Брукингс, Муди и Миннехаха. На берегах реки расположены такие населённые пункты, как Уотертаун, Каслвуд, Брюс, Фландру, Иган, Трент, Делл-Рапидс, Балтик и Су-Фолс. В нижнем течении образует границу между штатами Южная Дакота и Айова. Впадает в реку Миссури в районе города Су-Сити. Крупнейший приток — река Рок.